# 1154
Високе Середньовіччя •  Золота доба ісламу •  Реконкіста •  Хрестові походи •  Київська Русь

## Геополітична ситуація
Візантію очолює Мануїл I Комнін (до 1180). Фрідріх Барбаросса є королем Німеччини (до 1190), Людовик VII Молодий королює у Франції (до 1180).
Апеннінський півострів розділений: північ належить Священній Римській імперії, середню частину займає Папська область, більша частина півдня належить Сицилійському королівству. Деякі міста півночі: Венеція, Піза, Генуя тощо, мають статус міст-республік.
Південь Піренейського півострова в руках у маврів. Північну частину півострова займають християнські Кастилія, Леон (Астурія, Галісія), Наварра та Арагонське королівство (Арагон, Барселона). Королем Англії став Генріх II Плантагенет (до 1189). Данія розділена між Свеном III та Кнудом V (до 1157).
У Києві княжили Ізяслав Мстиславич, Ростислав Мстиславич та Ізяслав Давидович, Ярослав Осмомисл — у Галичі (до 1187), Юрій Довгорукий — в Суздалі. Новгородська республіка фактично незалежна. У Польщі період роздробленості. На чолі королівства Угорщина стоїть Геза II (до 1162).
На Близькому сході існують держави хрестоносців: Єрусалимське королівство, Антіохійське князівство, графство Триполі. Сельджуки окупували Персію та Малу Азію, в Єгипті владу утримують Фатіміди, у Магрибі Альмохади, у Середній Азії правлять Караханіди та Каракитаї. Газневіди втримують частину Індії. У Китаї співіснують держава ханців, де править династія Сун, держава чжурчженів, де править династія Цзінь, та держава тангутів Західна Ся. На півдні Індії домінує Чола. В Японії триває період Хей'ан.

## Події

### Київська Русь
- Галицька дружина на чолі з Ярославом Осмомислом завдала поразки київському князю Ізяславу Мстиславичу у битві над Серетом.
- У листопаді Ізяслав Мстиславич помер. Померли також його дядько В'ячеслав Володимирович та брат Святополк Мстиславич. Київський престол перейшов до Ростислава Мстиславича, який до того княжив у Смоленську.
- Почуваючись невпевнено в Києві, Ростислав Мстиславич пішов на Чернігів проти Ізяслава Давидовича, але зазнав невдачі, що змусило його поступитися київським престолом Ізяславу.

### Світ
- 19 грудня, після смерті короля Стефана Блуаського, на англійський престол зійшов граф Анжуйський Генріх II Плантагенет.
- Розпочався понтифікат Адріана IV.
- Німецький король Фрідріх Барбаросса розпочав похід в Італію.
- Помер сицилійський король Рожер II. Сицилійське королівство успадкував його молодший син Вільгельм.
- Нур ад-Дін захопив Дамаск.
- Французький король Людовик VII одружився з донькою кастильського короля Альфонсо VII Констанцою.
- Ал-Ідрісі склав атлас світу Книгу Рожера.